# Acanthogonatus recinto
Acanthogonatus recinto là một loài nhện trong họ Nemesiidae.
Acanthogonatus recinto được miêu tả năm 1995 bởi Goloboff.